# Castel Rigone
Castel Rigone ist eine Fraktion (italienisch frazione) der italienischen Gemeinde Passignano sul Trasimeno in der Provinz Perugia in Umbrien.

## Geografie
Der Ort liegt etwa sieben Kilometer westlich des Hauptortes Passignano sul Trasimeno und etwa 15 km nordwestlich der Provinz- und Regionalhauptstadt Perugia. Der Ort liegt bei 653 m s.l.m. und hatte 2001 400 Einwohner. 2011 waren es 415 Einwohner. Der Ort besaß zwei Stadttore, Porta Ponente und Porta Monterone, von denen das Letztere noch vorhanden ist. Die Kirchen des Ortes gehören zum Erzbistum Perugia-Città della Pieve.

## Geschichte
Erstmals erwähnt wurde der Ort im 11. Jahrhundert als Poggio della Corte di Rigone. Befestigt wurde der Ort 1297, 1451 und 1479 wurden die Stadtmauern verstärkt.

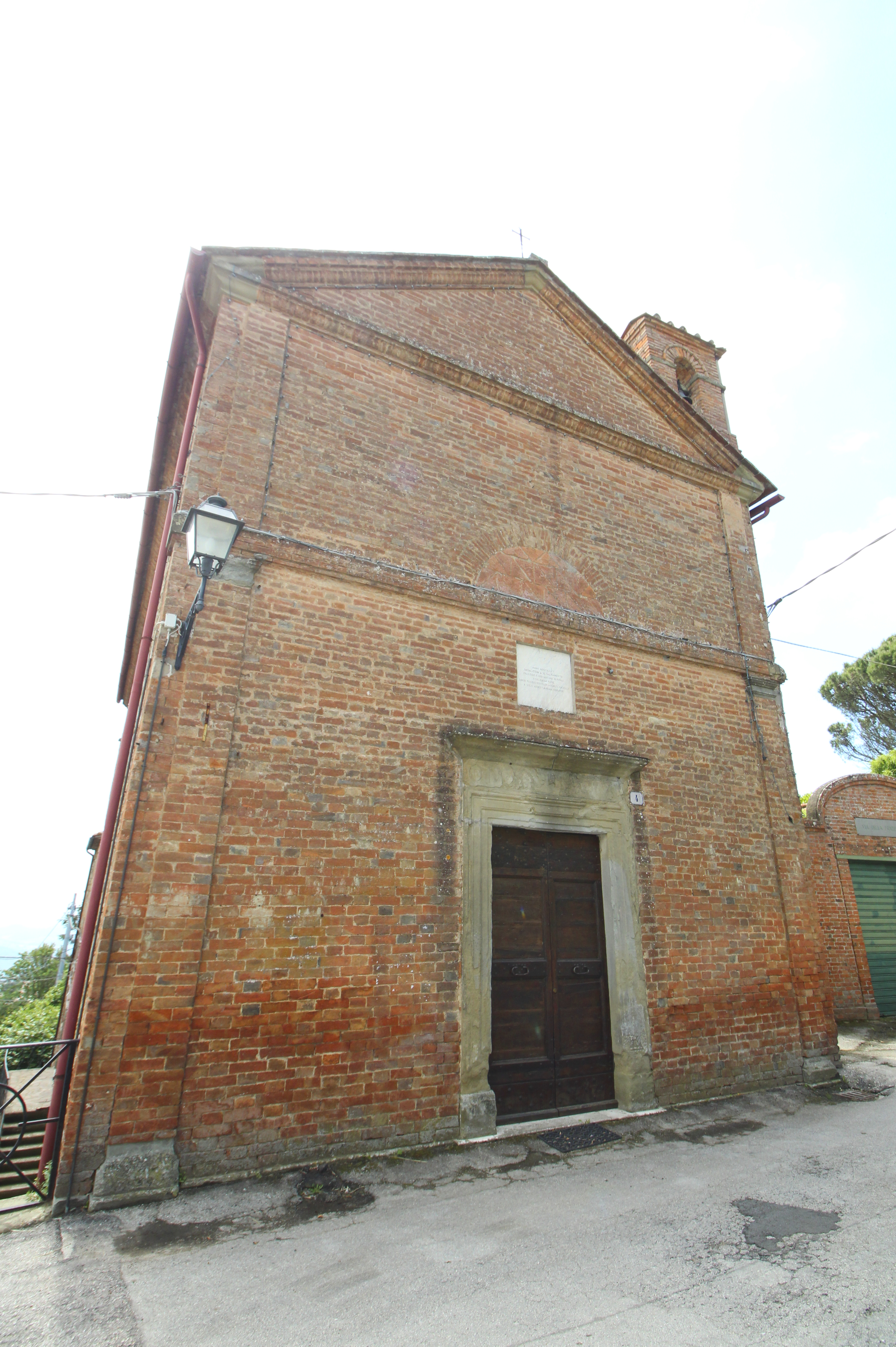
Die Kirche Santissimo Sacramento

## Sehenswürdigkeiten
- Santissimo Sacramento, Kirche im Ortskern aus dem 16. Jahrhundert.[5] Enthält das Leinwandbild L’Ultima Cena von Silla Piccinino, 1598 datiert.[4] Die Lünette der Fassade wurde geschlossen, als die Orgel installiert wurde.[5] Diese entstand 1768.[4]
- Madonna dei Miracoli, Sanktuarium kurz außerhalb des Ortskern, deren Bau am 15. Dezember 1494 von Papst Alexander VI. erlaubt wurde.[6][1] Enthält unter anderen die Werke Madonna del Rosario (1558) von Bernardo di Girolamo Rosselli, Fresken von Tommaso Bernabei (Il Papacello genannt, Cortona, 1505–1559). Zudem wird das Fresko Incoronazione di Maria Giovan Battista Caporali zugeschrieben.[1]
- San Bartolomeo, Kirche kurz außerhalb des Ortskern am Anfang der Via della Vigna.[7]

Bilder von Castel Rigone
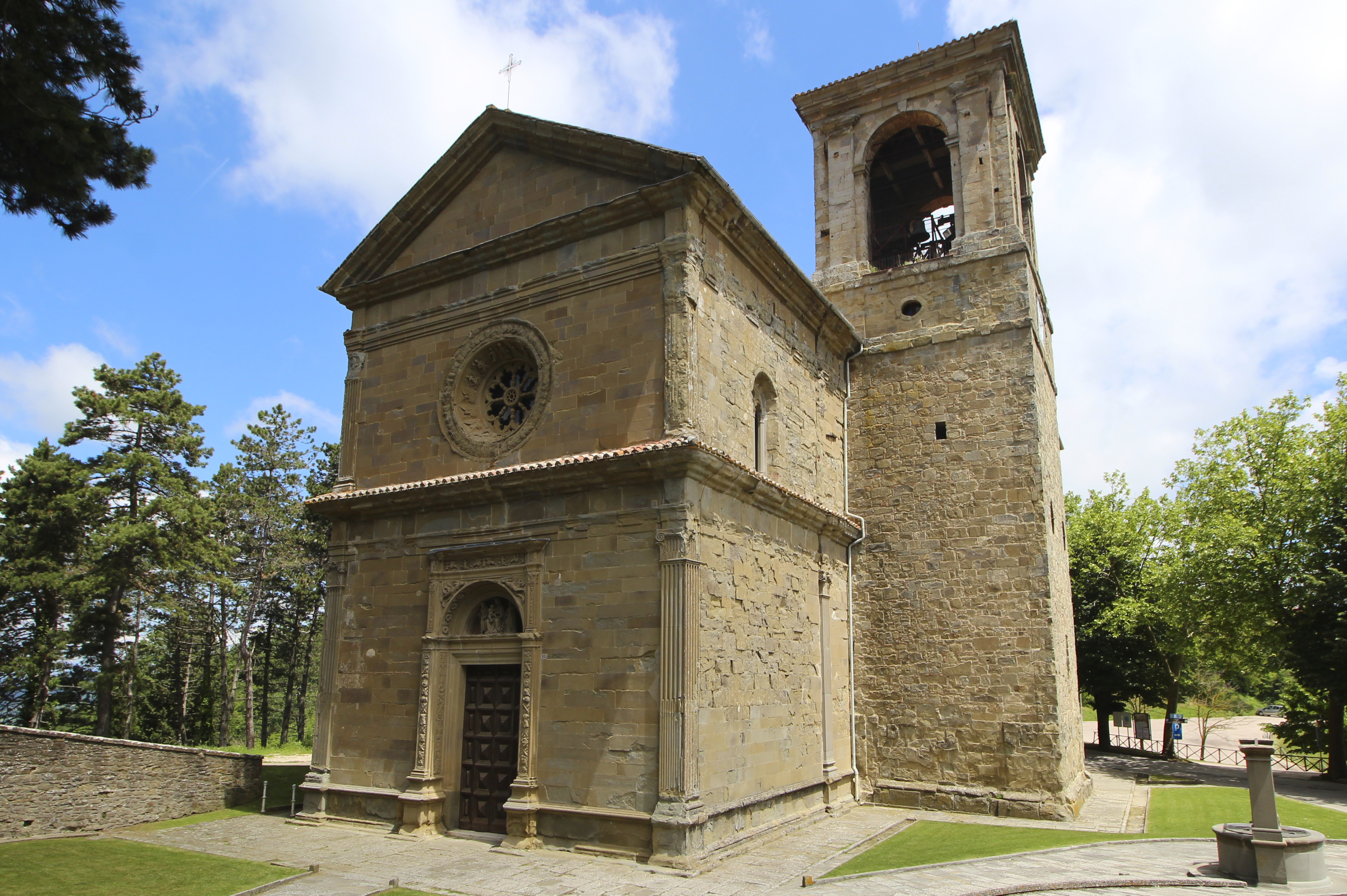
Madonna dei Miracoli
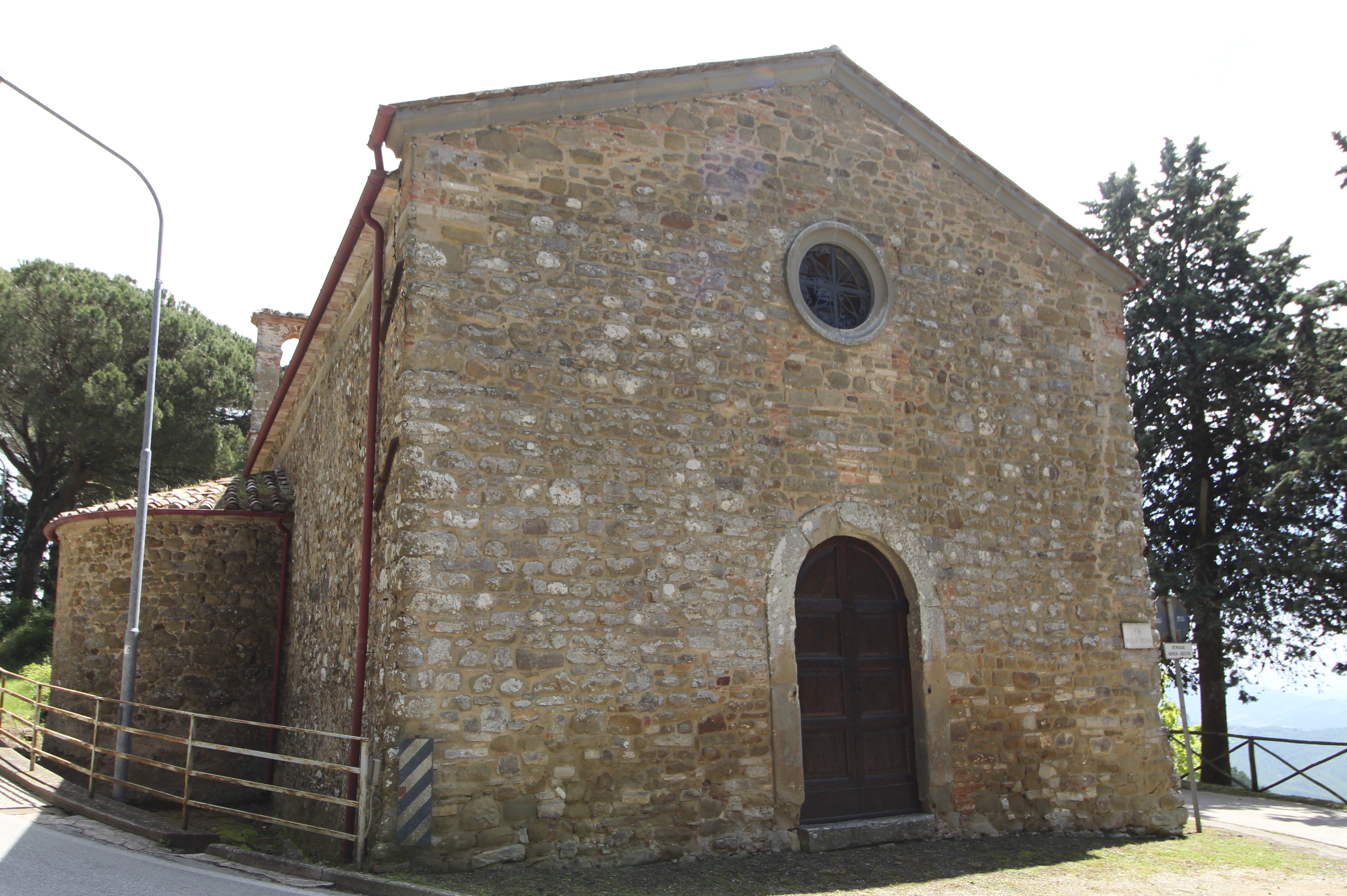
San Bartolomeo

## Sport
Der 1998 gegründete Fußballverein Castel Rigone Calcio spielte in der Saison 2013/2014 in der viertklassigen Lega Pro Seconda Divisione. 2014 wurde der Verein aufgelöst.

## Söhne und Töchter von Castel Rigone
- Brunello Cucinelli (* 1953), Modedesigner